# Careproctus faunus
Careproctus faunus är en fiskart som beskrevs av Orr och Maslenikov 2007. Careproctus faunus ingår i släktet Careproctus och familjen Liparidae. Inga underarter finns listade.